# Houëlmont
Le Houëlmont est un sommet culminant à 418 mètres d'altitude dans les monts Caraïbes, sur Basse-Terre (Guadeloupe). Une route mène à l'observatoire volcanologique et sismologique de Guadeloupe situé au sommet.

## Toponymie
Le Houëlmont doit son nom à celui de Charles Houël, gouverneur de la Guadeloupe de 1643 à 1664.

## Géographie
Le Houëlmont est situé en Guadeloupe, sur la commune de Gourbeyre, à l'extrémité sud de Basse-Terre. Il s'élève à 418 mètres d'altitude dans les monts Caraïbes. Le point culminant du massif, le morne Vent Soufflé, se trouve à environ 1 700 mètres au sud-est. Le Houëlmont domine l'anse Turlet, dans la mer des Caraïbes, à l'ouest. Il a un aspect arrondi.

## Histoire
À l'époque révolutionnaire, le Houëlmont constitua un site stratégique pendant les combats entre royalistes et révolutionnaires qui eurent lieu à proximité de Basse-Terre. On y trouve encore des canons abandonnés.

## Activités
Les pentes du Houëlmont, comme d'autres zones de la commune, étaient autrefois occupées par des bananeraies. Le Houëlmont abrite l'Observatoire volcanologique et sismologique de Guadeloupe – créé en 1950 à Saint-Claude puis transféré en 1976 à Basse-Terre avant son installation en 1993 sur le site actuel du Houëlmont –, qui surveille l'activité de la Soufrière.
Des sentiers de randonnée serpentent dans la forêt et mènent notamment à la mare forestière du Houëlmont, unique étendue d'eau du massif des Caraïbes située à 400 m d'altitude, hébergeant des espèces de libellules dont la rare Coryphaeschna adnexa et des Triacanthagyna carribea, Rhionaeschna psilus (en) et Micrathyria didyma (en).
La randonnée du tour du Houëlmont abrite des tombes coloniales. Le Houëlmont abrite aussi une poudrière en cours de réaménagement (2024).

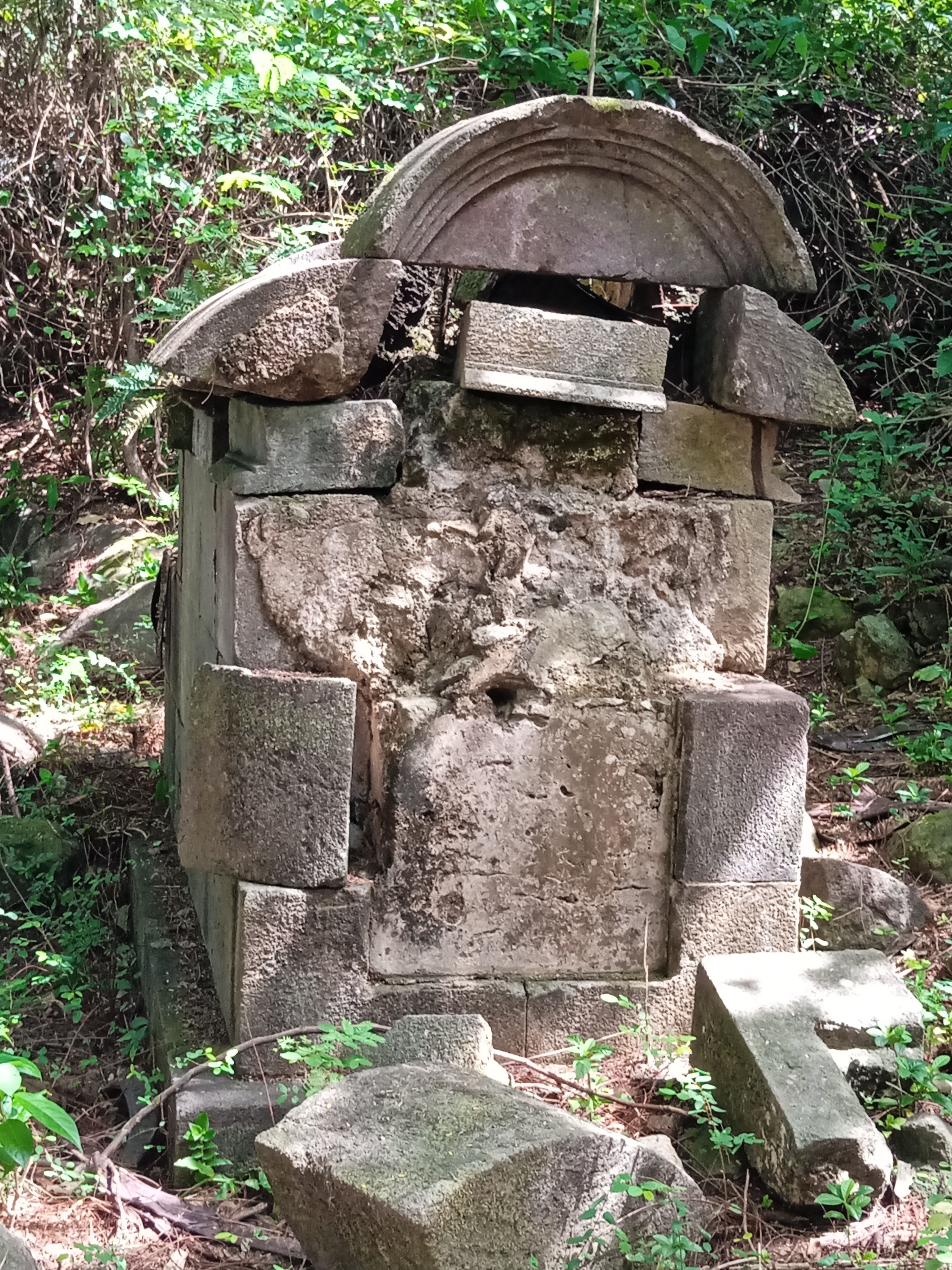
Tombe colonial à Rivière Sens.
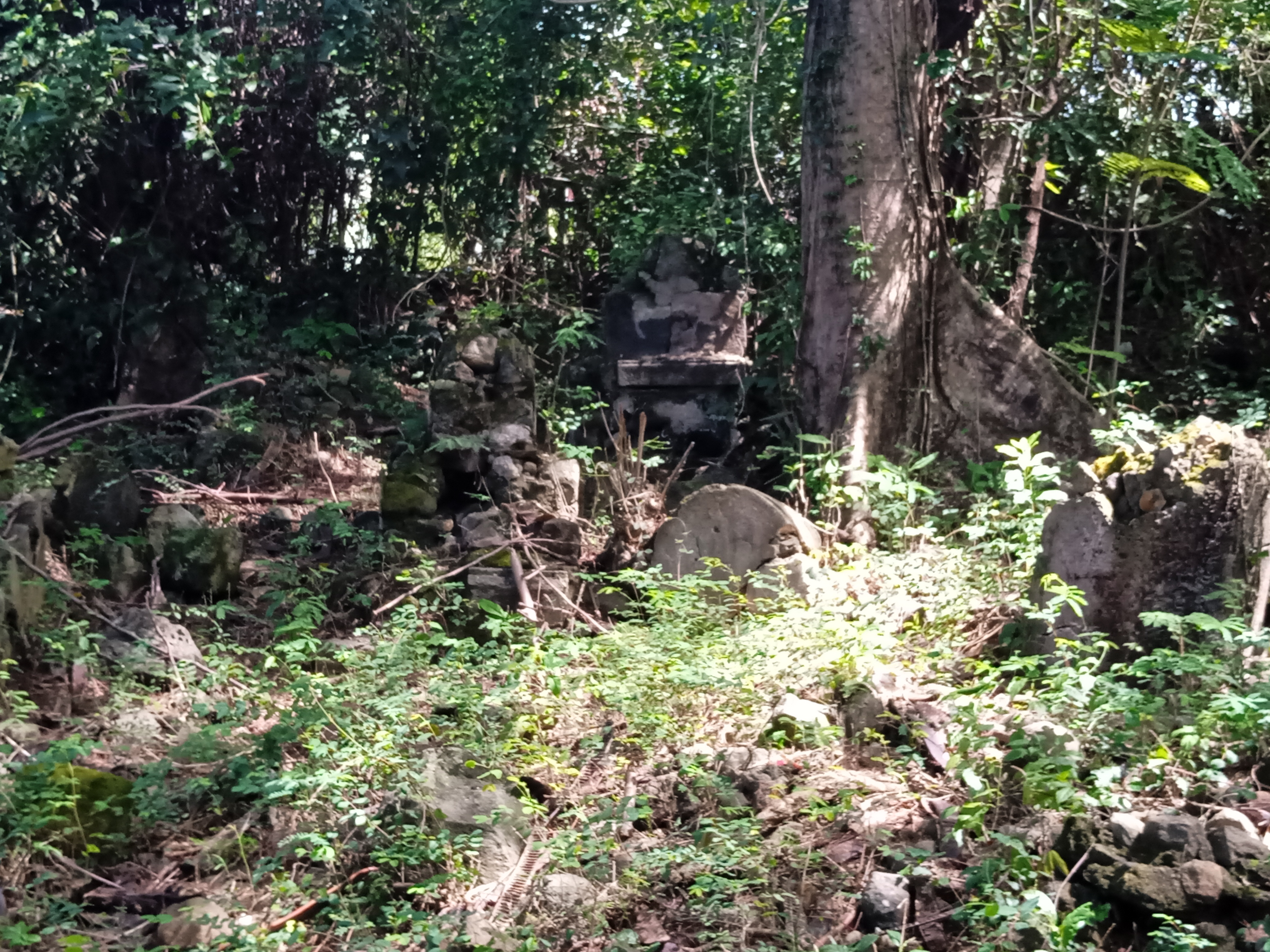
Ancien cimetière colonial à Rivière Sens.
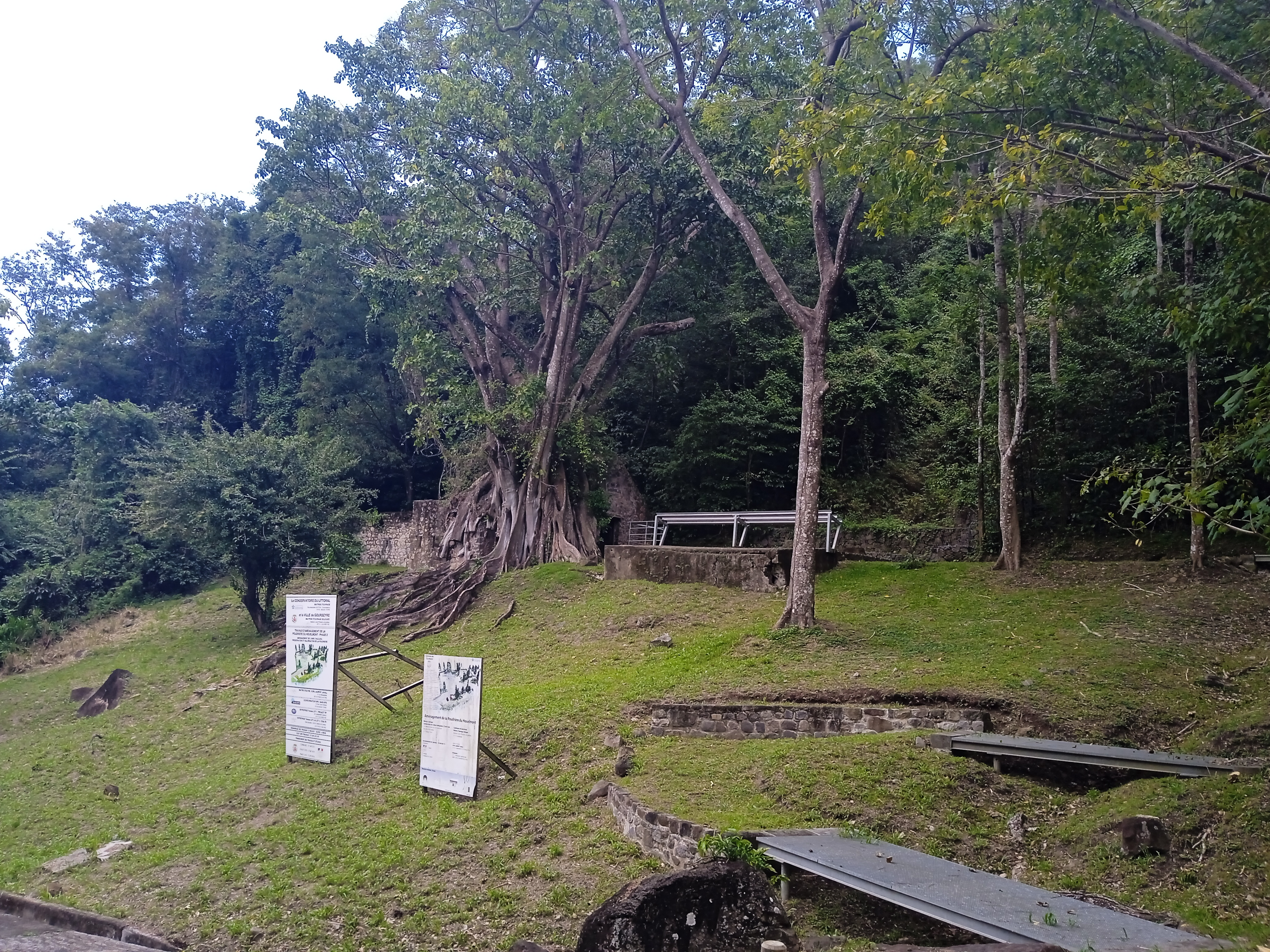
Panneaux d'aménagement de la poudrière du Houëlmont.
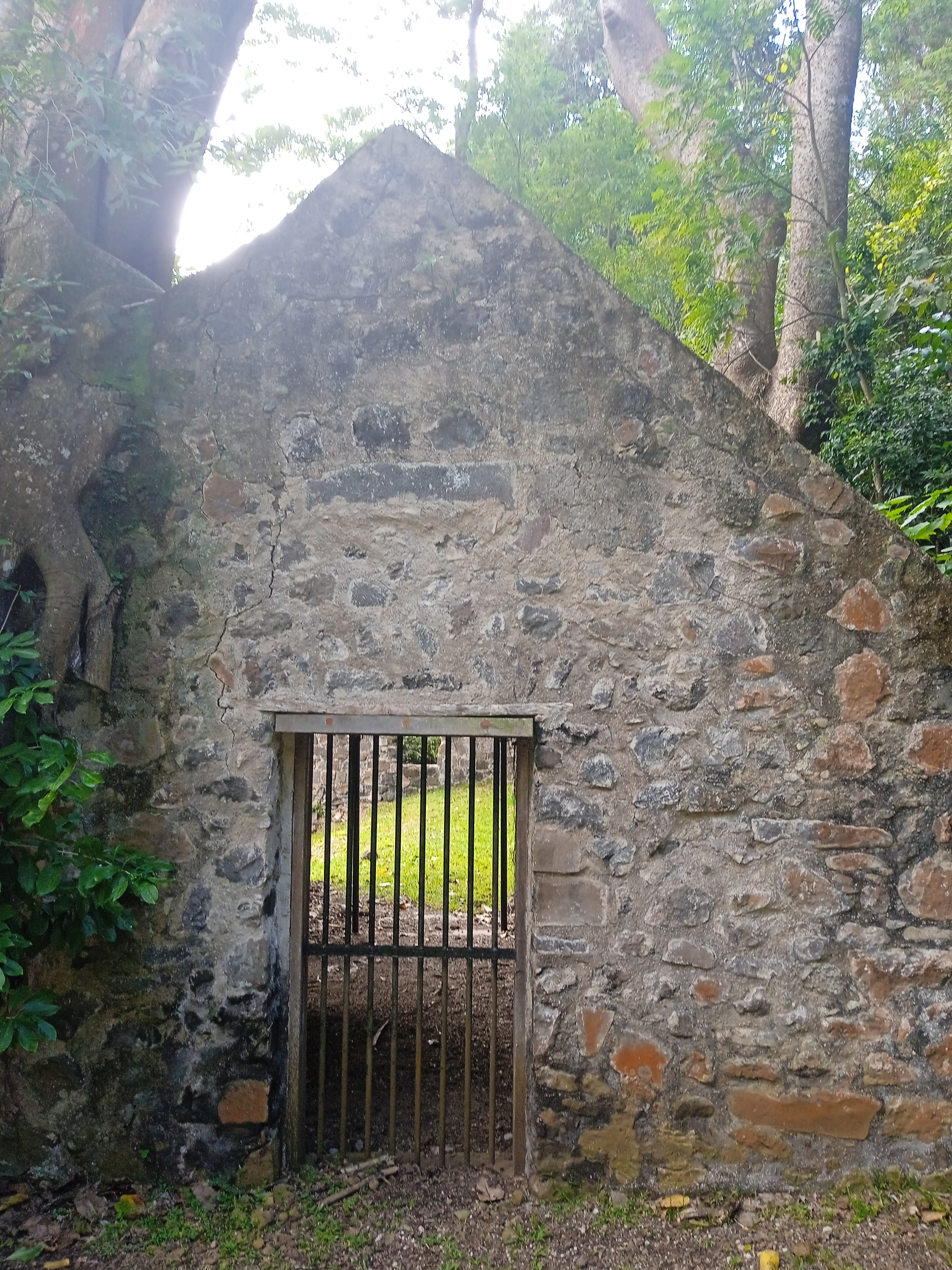
Entrée de la poudrière du Houëlmont.
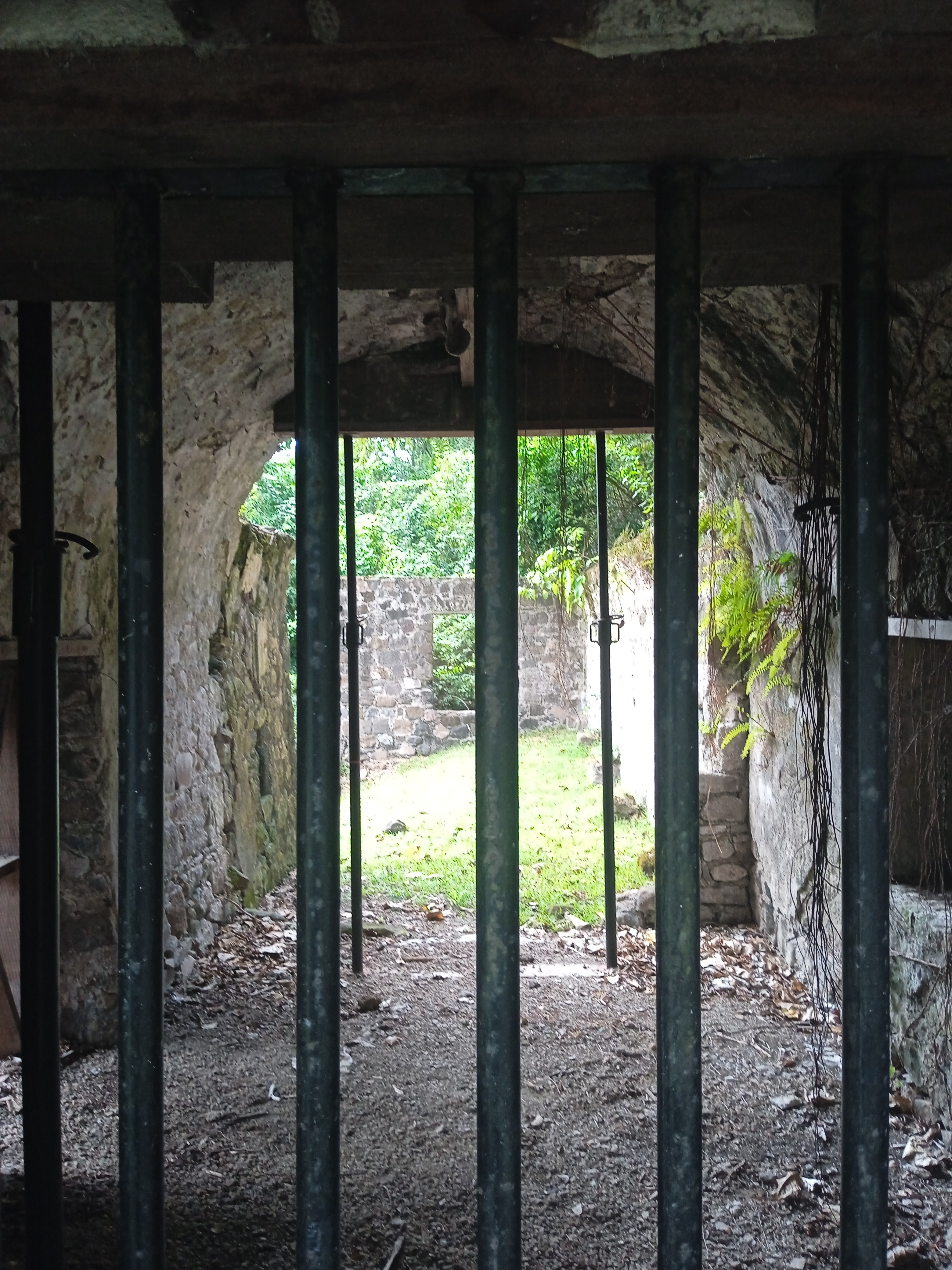
Intérieur de la poudrière du Houëlmont.
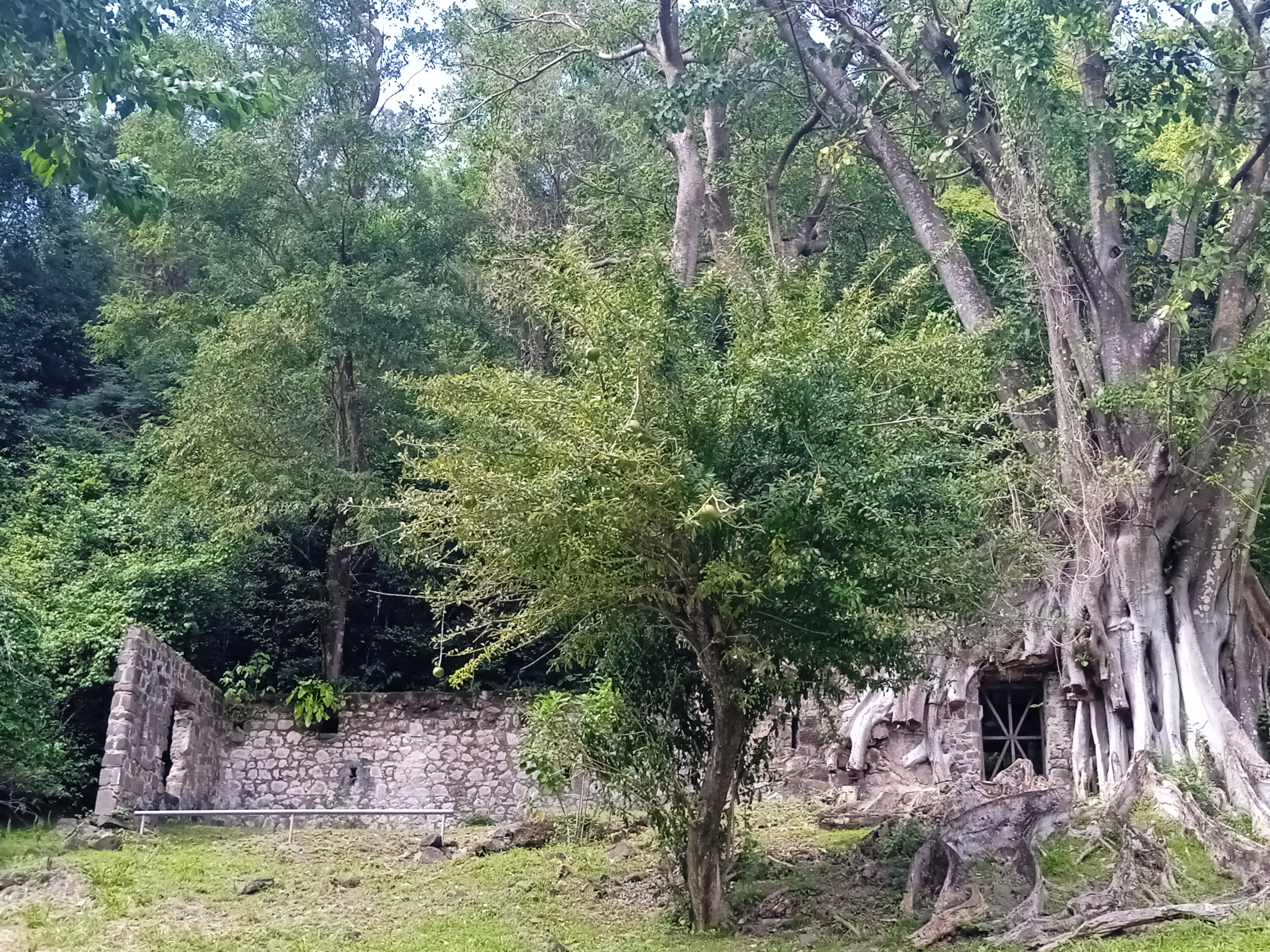
Vue générale de la poudrière du Houëlmont.

## Philatélie
Le Houëlmont a fait l'objet d'une série de six timbres-poste de la République française d'une valeur de 1 à 15 centimes de francs en tant que territoire de la colonie de Guadeloupe entre 1905 et 1907.